# Seznam týmů a jezdců na Tour de France 2006
Na startovní listině Tour de France 2006  bylo celkem 180 cyklistů z 20 cyklistických stájí. 93. ročníku Tour de France se účastnil jeden český cyklista – Pavel Padrnos (65. místo), startující za americkou stáj  Discovery Channel.  
| Discovery Channel DSC | Discovery Channel DSC | Discovery Channel DSC | Discovery Channel DSC | Discovery Channel DSC |
| --------------------- | --------------------- | --------------------- | --------------------- | --------------------- |
| Číslo                 | Jezdec                | Věk                   | Stát                  | Pozice                |
| 1                     | José Azevedo          | 32                    | Portugalsko           | 19                    |
| 2                     | Vjačeslav Jekimov     | 40                    | Rusko                 | 84                    |
| 3                     | George Hincapie       | 33                    | USA                   | 32                    |
| 4                     | Egoi Martínez         | 28                    | Španělsko             | 42                    |
| 5                     | Benjamín Noval        | 27                    | Španělsko             | DNF                   |
| 6                     | Pavel Padrnos         | 35                    | Česko                 | 65                    |
| 7                     | Jaroslav Popovyč      | 26                    | Ukrajina              | 25                    |
| 8                     | José Luis Rubiera     | 33                    | Španělsko             | 92                    |
| 9                     | Paolo Savoldelli      | 33                    | Itálie                | DNF                   |

| Team CSC CSC | Team CSC CSC          | Team CSC CSC | Team CSC CSC | Team CSC CSC |
| ------------ | --------------------- | ------------ | ------------ | ------------ |
| Číslo        | Jezdec                | Věk          | Stát         | Pozice       |
| 11           | Bobby Julich          | 34           | USA          | DNF          |
| 12           | Giovanni Lombardi     | 37           | Itálie       | DNF          |
| 13           | Stuart O'Grady        | 32           | Austrálie    | 91           |
| 14           | Carlos Sastre         | 31           | Španělsko    | 4            |
| 15           | Fränk Schleck         | 26           | Lucembursko  | 11           |
| 16           | Christian Vande Velde | 30           | USA          | 24           |
| 17           | Jens Voigt            | 34           | Německo      | 53           |
| 18           | David Zabriskie       | 27           | USA          | 74           |

| T-Mobile Team TMO | T-Mobile Team TMO | T-Mobile Team TMO | T-Mobile Team TMO | T-Mobile Team TMO |
| ----------------- | ----------------- | ----------------- | ----------------- | ----------------- |
| Číslo             | Jezdec            | Věk               | Stát              | Pozice            |
| 21                | Andreas Klöden    | 30                | Německo           | 3                 |
| 22                | Giuseppe Guerini  | 36                | Itálie            | 26                |
| 23                | Serhi Hončar      | 35                | Ukrajina          | 52                |
| 24                | Matthias Kessler  | 27                | Německo           | 54                |
| 25                | Eddy Mazzoleni    | 32                | Itálie            | 27                |
| 26                | Michael Rogers    | 26                | Austrálie         | 10                |
| 27                | Patrik Sinkewitz  | 25                | Německo           | 23                |

| AG2R Prévoyance A2R | AG2R Prévoyance A2R | AG2R Prévoyance A2R | AG2R Prévoyance A2R | AG2R Prévoyance A2R |
| ------------------- | ------------------- | ------------------- | ------------------- | ------------------- |
| Číslo               | Jezdec              | Věk                 | Stát                | Pozice              |
| 31                  | Christophe Moreau   | 35                  | Francie             | 8                   |
| 32                  | José Luis Arrieta   | 35                  | Španělsko           | 28                  |
| 33                  | Mikel Astarloza     | 26                  | Španělsko           | 36                  |
| 34                  | Sylvain Calzati     | 27                  | Francie             | 34                  |
| 35                  | Cyril Dessel        | 31                  | Francie             | 7                   |
| 36                  | Samuel Dumoulin     | 25                  | Francie             | 120                 |
| 37                  | Simon Gerrans       | 26                  | Austrálie           | 79                  |
| 38                  | Stéphane Goubert    | 36                  | Francie             | 37                  |

| Gerolsteiner GST | Gerolsteiner GST | Gerolsteiner GST | Gerolsteiner GST | Gerolsteiner GST |
| ---------------- | ---------------- | ---------------- | ---------------- | ---------------- |
| Číslo            | Jezdec           | Věk              | Stát             | Pozice           |
| 41               | Levi Leipheimer  | 32               | USA              | 13               |
| 42               | Markus Fothen    | 24               | Německo          | 15               |
| 43               | David Kopp       | 27               | Německo          | DNF              |
| 44               | Sebastian Lang   | 26               | Německo          | 66               |
| 45               | Ronny Scholz     | 28               | Německo          | 96               |
| 46               | Georg Totschnig  | 35               | Rakousko         | 47               |
| 47               | Fabian Wegmann   | 26               | Německo          | 68               |
| 48               | Peter Wrolich    | 32               | Rakousko         | 135              |
| 49               | Beat Zberg       | 35               | Švýcarsko        | DNF              |

| Rabobank RAB | Rabobank RAB        | Rabobank RAB | Rabobank RAB | Rabobank RAB |
| ------------ | ------------------- | ------------ | ------------ | ------------ |
| Číslo        | Jezdec              | Věk          | Stát         | Pozice       |
| 51           | Děnis Meňšov        | 28           | Rusko        | 6            |
| 52           | Michael Boogerd     | 34           | Nizozemsko   | 14           |
| 53           | Bram de Groot       | 31           | Nizozemsko   | DNF          |
| 54           | Erik Dekker         | 35           | Nizozemsko   | DNF          |
| 55           | Juan Antonio Flecha | 28           | Španělsko    | 82           |
| 56           | Óscar Freire        | 30           | Španělsko    | DNF          |
| 57           | Joost Posthuma      | 25           | Nizozemsko   | 85           |
| 58           | Michael Rasmussen   | 32           | Dánsko       | 18           |
| 59           | Pieter Weening      | 25           | Nizozemsko   | 93           |

| Davitamon–Lotto DVL | Davitamon–Lotto DVL | Davitamon–Lotto DVL | Davitamon–Lotto DVL    | Davitamon–Lotto DVL |
| ------------------- | ------------------- | ------------------- | ---------------------- | ------------------- |
| Číslo               | Jezdec              | Věk                 | Stát                   | Pozice              |
| 61                  | Cadel Evans         | 29                  | Austrálie              | 5                   |
| 62                  | Mario Aerts         | 31                  | Belgie                 | 106                 |
| 63                  | Christophe Brandt   | 29                  | Belgie                 | 40                  |
| 64                  | Chris Horner        | 34                  | Spojené státy americké | 64                  |
| 65                  | Robbie McEwen       | 34                  | Austrálie              | 116                 |
| 66                  | Fred Rodriguez      | 32                  | Spojené státy americké | DNF                 |
| 67                  | Gert Steegmans      | 25                  | Belgie                 | 137                 |
| 68                  | Wim Vansevenant     | 34                  | Belgie                 | 139                 |
| 69                  | Johan Van Summeren  | 25                  | Belgie                 | 112                 |

| Phonak PHO | Phonak PHO        | Phonak PHO | Phonak PHO   | Phonak PHO |
| ---------- | ----------------- | ---------- | ------------ | ---------- |
| Číslo      | Jezdec            | Věk        | Stát         | Pozice     |
| 71         | Floyd Landis      | 30         | USA          | DSQ        |
| 72         | Bert Grabsch      | 31         | Německo      | 107        |
| 73         | Robert Hunter     | 29         | Jižní Afrika | DNF        |
| 74         | Nicolas Jalabert  | 33         | Francie      | 103        |
| 75         | Martin Perdiguero | 33         | Španělsko    | DNF        |
| 76         | Axel Merckx       | 33         | Belgie       | 31         |
| 77         | Koos Moerenhout   | 32         | Nizozemsko   | 62         |
| 78         | Alexandre Moos    | 33         | Švýcarsko    | 97         |
| 79         | Víctor Hugo Peña  | 31         | Kolumbie     | 122        |

| Lampre–Fondital LAM | Lampre–Fondital LAM   | Lampre–Fondital LAM | Lampre–Fondital LAM | Lampre–Fondital LAM |
| ------------------- | --------------------- | ------------------- | ------------------- | ------------------- |
| Číslo               | Jezdec                | Věk                 | Stát                | Pozice              |
| 81                  | Damiano Cunego        | 24                  | Itálie              | 12                  |
| 82                  | Alessandro Ballan     | 26                  | Itálie              | 67                  |
| 83                  | Daniele Bennati       | 25                  | Itálie              | DNF                 |
| 84                  | Marzio Bruseghin      | 32                  | Itálie              | 20                  |
| 85                  | Salvatore Commesso    | 31                  | Itálie              | 57                  |
| 86                  | Daniele Righi         | 30                  | Itálie              | 109                 |
| 87                  | Paolo Tiralongo       | 28                  | Itálie              | 70                  |
| 88                  | Tadej Valjavec        | 29                  | Slovinsko           | 17                  |
| 89                  | Patxi Vila Errandonea | 30                  | Španělsko           | 22                  |

| Caisse d'Epargne–Illes Balears CEI | Caisse d'Epargne–Illes Balears CEI | Caisse d'Epargne–Illes Balears CEI | Caisse d'Epargne–Illes Balears CEI | Caisse d'Epargne–Illes Balears CEI |
| ---------------------------------- | ---------------------------------- | ---------------------------------- | ---------------------------------- | ---------------------------------- |
| Číslo                              | Jezdec                             | Věk                                | Stát                               | Pozice                             |
| 91                                 | Alejandro Valverde                 | 26                                 | Španělsko                          | DNF                                |
| 92                                 | David Arroyo                       | 26                                 | Španělsko                          | 21                                 |
| 93                                 | Florent Brard                      | 30                                 | Francie                            | DNF                                |
| 94                                 | Isaac Gálvez                       | 31                                 | Španělsko                          | DNF                                |
| 95                                 | José Garcia                        | 33                                 | Španělsko                          | 115                                |
| 96                                 | Vladimir Karpec                    | 25                                 | Rusko                              | 30                                 |
| 97                                 | Óscar Pereiro                      | 28                                 | Španělsko                          | 2                                  |
| 98                                 | Nicolas Portal                     | 27                                 | Francie                            | 100                                |
| 99                                 | Xabier Zandio                      | 29                                 | Španělsko                          | 33                                 |

| Quick-Step–Innergetic QSI | Quick-Step–Innergetic QSI | Quick-Step–Innergetic QSI | Quick-Step–Innergetic QSI | Quick-Step–Innergetic QSI |
| ------------------------- | ------------------------- | ------------------------- | ------------------------- | ------------------------- |
| Číslo                     | Jezdec                    | Věk                       | Stát                      | Pozice                    |
| 101                       | Tom Boonen                | 25                        | Belgie                    | DNF                       |
| 102                       | Wilfried Cretskens        | 30                        | Belgie                    | DNF                       |
| 103                       | Steven de Jongh           | 28                        | Nizozemsko                | DNF                       |
| 104                       | Juan Manuel Gárate        | 30                        | Španělsko                 | 72                        |
| 105                       | Filippo Pozzato           | 24                        | Itálie                    | 133                       |
| 106                       | José Rujano               | 24                        | Venezuela                 | DNF                       |
| 107                       | Bram Tankink              | 27                        | Nizozemsko                | 94                        |
| 108                       | Matteo Tosatto            | 32                        | Itálie                    | 125                       |
| 109                       | Cédric Vasseur            | 35                        | Francie                   | 95                        |

| Crédit Agricole C.A | Crédit Agricole C.A | Crédit Agricole C.A | Crédit Agricole C.A | Crédit Agricole C.A |
| ------------------- | ------------------- | ------------------- | ------------------- | ------------------- |
| Číslo               | Jezdec              | Věk                 | Stát                | Pozice              |
| 111                 | Pietro Caucchioli   | 30                  | Itálie              | 16                  |
| 112                 | Alexandr Bočarov    | 31                  | Rusko               | 49                  |
| 113                 | Anthony Charteau    | 27                  | Francie             | 114                 |
| 114                 | Julian Dean         | 31                  | Nový Zéland         | 128                 |
| 115                 | Jimmy Engoulvent    | 26                  | Francie             | DNF                 |
| 116                 | Patrice Halgand     | 32                  | Francie             | 48                  |
| 117                 | Sébastien Hinault   | 32                  | Francie             | 113                 |
| 118                 | Thor Hushovd        | 28                  | Norsko              | 121                 |
| 119                 | Christophe Le Mével | 25                  | Francie             | 76                  |

| Euskaltel–Euskadi EUS | Euskaltel–Euskadi EUS | Euskaltel–Euskadi EUS | Euskaltel–Euskadi EUS | Euskaltel–Euskadi EUS |
| --------------------- | --------------------- | --------------------- | --------------------- | --------------------- |
| Číslo                 | Jezdec                | Věk                   | Stát                  | Pozice                |
| 121                   | Iban Mayo             | 28                    | Španělsko             | DNF                   |
| 122                   | Iker Camaño           | 27                    | Španělsko             | 35                    |
| 123                   | Unai Etxebarría       | 33                    | Venezuela             | 127                   |
| 124                   | Aitor Hernández       | 24                    | Španělsko             | 136                   |
| 125                   | Iñaki Isasi           | 29                    | Španělsko             | 71                    |
| 126                   | Íñigo Landaluze       | 29                    | Španělsko             | 50                    |
| 127                   | David López           | 25                    | Španělsko             | DNF                   |
| 128                   | Gorka Verdugo         | 27                    | Španělsko             | 75                    |
| 129                   | Haimar Zubeldia       | 29                    | Španělsko             | 9                     |

| Cofidis COF | Cofidis COF      | Cofidis COF | Cofidis COF        | Cofidis COF |
| ----------- | ---------------- | ----------- | ------------------ | ----------- |
| Číslo       | Jezdec           | Věk         | Stát               | Pozice      |
| 131         | David Moncoutié  | 31          | Francie            | 58          |
| 132         | Stéphane Augé    | 31          | Francie            | 123         |
| 133         | Jimmy Casper     | 28          | Francie            | 138         |
| 134         | Sylvain Chavanel | 27          | Francie            | 45          |
| 135         | Arnaud Coyot     | 24          | Francie            | 130         |
| 136         | Cristian Moreni  | 33          | Itálie             | 44          |
| 137         | Iván Parra       | 30          | Kolumbie           | 43          |
| 138         | Rik Verbrugghe   | 31          | Belgie             | DNF         |
| 139         | Bradley Wiggins  | 26          | Spojené království | 124         |

| Saunier Duval–Prodir SDV | Saunier Duval–Prodir SDV | Saunier Duval–Prodir SDV | Saunier Duval–Prodir SDV | Saunier Duval–Prodir SDV |
| ------------------------ | ------------------------ | ------------------------ | ------------------------ | ------------------------ |
| Číslo                    | Jezdec                   | Věk                      | Stát                     | Pozice                   |
| 141                      | Gilberto Simoni          | 34                       | Itálie                   | 60                       |
| 142                      | David Cañada             | 31                       | Španělsko                | DNF                      |
| 143                      | David de la Fuente       | 25                       | Španělsko                | 56                       |
| 144                      | José Gómez Marchante     | 26                       | Španělsko                | DNF                      |
| 145                      | Rubén Lobato             | 27                       | Španělsko                | 46                       |
| 146                      | David Millar             | 29                       | Spojené království       | 59                       |
| 147                      | Riccardo Riccò           | 22                       | Itálie                   | 98                       |
| 148                      | Christophe Rinero        | 32                       | Francie                  | 41                       |
| 149                      | Francisco Ventoso        | 24                       | Španělsko                | 78                       |

| Française des Jeux FDJ | Française des Jeux FDJ | Française des Jeux FDJ | Française des Jeux FDJ | Française des Jeux FDJ |
| ---------------------- | ---------------------- | ---------------------- | ---------------------- | ---------------------- |
| Číslo                  | Jezdec                 | Věk                    | Stát                   | Pozice                 |
| 151                    | Sandy Casar            | 27                     | Francie                | 69                     |
| 152                    | Carlos da Cruz         | 31                     | Francie                | 77                     |
| 153                    | Bernhard Eisel         | 25                     | Rakousko               | 108                    |
| 154                    | Philippe Gilbert       | 23                     | Belgie                 | 110                    |
| 155                    | Sébastien Joly         | 27                     | Francie                | DNF                    |
| 156                    | Gustav Larsson         | 25                     | Švédsko                | 105                    |
| 157                    | Thomas Lövkvist        | 22                     | Švédsko                | 63                     |
| 158                    | Christophe Mengin      | 37                     | Francie                | 131                    |
| 159                    | Benoît Vaugrenard      | 24                     | Francie                | 87                     |

| Liquigas LIQ | Liquigas LIQ     | Liquigas LIQ | Liquigas LIQ | Liquigas LIQ |
| ------------ | ---------------- | ------------ | ------------ | ------------ |
| Číslo        | Jezdec           | Věk          | Stát         | Pozice       |
| 161          | Danilo Di Luca   | 30           | Itálie       | DNF          |
| 162          | Michael Albasini | 25           | Švýcarsko    | 118          |
| 163          | Magnus Bäckstedt | 31           | Švédsko      | DNF          |
| 164          | Patrick Calcagni | 28           | Švýcarsko    | 129          |
| 165          | Kjell Carlström  | 29           | Finsko       | 132          |
| 166          | Stefano Garzelli | 33           | Itálie       | 55           |
| 167          | Matej Mugerli    | 25           | Slovinsko    | 119          |
| 168          | Luca Paolini     | 29           | Itálie       | 101          |
| 169          | Manuel Quinziato | 26           | Itálie       | 80           |

| Bouygues Télécom BTL | Bouygues Télécom BTL | Bouygues Télécom BTL | Bouygues Télécom BTL | Bouygues Télécom BTL |
| -------------------- | -------------------- | -------------------- | -------------------- | -------------------- |
| Číslo                | Jezdec               | Věk                  | Stát                 | Pozice               |
| 171                  | Thomas Voeckler      | 27                   | Francie              | 89                   |
| 172                  | Walter Bénéteau      | 33                   | Francie              | 111                  |
| 173                  | Laurent Brochard     | 38                   | Francie              | DNF                  |
| 174                  | Pierrick Fédrigo     | 27                   | Francie              | 29                   |
| 175                  | Anthony Geslin       | 26                   | Francie              | 88                   |
| 176                  | Laurent Lefèvre      | 29                   | Francie              | 38                   |
| 177                  | Jérôme Pineau        | 26                   | Francie              | 83                   |
| 178                  | Didier Rous          | 35                   | Francie              | 73                   |
| 179                  | Matthieu Sprick      | 24                   | Francie              | 51                   |

| Team Milram MRM | Team Milram MRM | Team Milram MRM | Team Milram MRM | Team Milram MRM |
| --------------- | --------------- | --------------- | --------------- | --------------- |
| Číslo           | Jezdec          | Věk             | Stát            | Pozice          |
| 181             | Erik Zabel      | 35              | Německo         | 86              |
| 182             | Mirko Celestino | 32              | Itálie          | DNF             |
| 183             | Ralf Grabsch    | 33              | Německo         | 102             |
| 184             | Andrij Hrivko   | 22              | Ukrajina        | DNF             |
| 185             | Maxim Iglinskij | 25              | Kazachstán      | DNF             |
| 186             | Christian Knees | 25              | Německo         | 104             |
| 187             | Fabio Sacchi    | 32              | Itálie          | DNF             |
| 188             | Björn Schröder  | 25              | Německo         | 81              |
| 189             | Marco Velo      | 32              | Itálie          | 99              |

| Agritubel AGR | Agritubel AGR         | Agritubel AGR | Agritubel AGR | Agritubel AGR |
| ------------- | --------------------- | ------------- | ------------- | ------------- |
| Číslo         | Jezdec                | Věk           | Stát          | Pozice        |
| 191           | Juan Miguel Mercado   | 27            | Španělsko     | DNF           |
| 192           | Manuel Calvente       | 29            | Španělsko     | 90            |
| 193           | Cédric Coutouly       | 26            | Francie       | 134           |
| 194           | Moisés Dueñas         | 25            | Španělsko     | 61            |
| 195           | Eduardo Gonzalo       | 22            | Španělsko     | 117           |
| 196           | Christophe Laurent    | 28            | Francie       | 126           |
| 197           | José Alberto Martínez | 29            | Španělsko     | DNF           |
| 198           | Samuel Plouhinec      | 30            | Francie       | DNF           |
| 199           | Benoît Salmon         | 32            | Francie       | 39            |